# Temporada 2018 del fútbol ecuatoriano
La Temporada 2018 del fútbol ecuatoriano abarca todas las actividades relativas a campeonatos de fútbol profesional y amateur, nacionales e internacionales, disputados por clubes ecuatorianos, y por las selecciones nacionales de este país, en sus diversas categorías, durante 2018.

## Torneos locales (Campeonatos regulares)

### Serie A

#### Primera Etapa
Clasificación
| Pos. | Equipo                  | Pts. | PJ | G  | E  | P  | GF | GC | Dif. |  |
| ---- | ----------------------- | ---- | -- | -- | -- | -- | -- | -- | ---- |  |
| 1    | Liga de Quito           | 46   | 22 | 14 | 4  | 4  | 32 | 18 | +14  |  |
| 2    | Barcelona               | 45   | 22 | 13 | 6  | 3  | 41 | 21 | +20  |  |
| 3    | Universidad Católica    | 38   | 22 | 11 | 5  | 6  | 40 | 28 | +12  |  |
| 4    | Emelec                  | 37   | 22 | 11 | 4  | 7  | 34 | 27 | +7   |  |
| 5    | Delfín                  | 33   | 22 | 10 | 3  | 9  | 35 | 34 | +1   |  |
| 6    | Independiente del Valle | 31   | 22 | 9  | 4  | 9  | 30 | 27 | +3   |  |
| 7    | Aucas                   | 29   | 22 | 6  | 11 | 5  | 25 | 18 | +7   |  |
| 8    | Macará                  | 27   | 22 | 7  | 6  | 9  | 25 | 29 | −4   |  |
| 9    | El Nacional             | 23   | 22 | 6  | 5  | 11 | 24 | 35 | −11  |  |
| 10   | Deportivo Cuenca        | 22   | 22 | 5  | 7  | 10 | 21 | 33 | −12  |  |
| 11   | Guayaquil City          | 16   | 22 | 3  | 7  | 12 | 15 | 28 | −13  |  |
| 12   | Técnico Universitario   | 15   | 22 | 3  | 6  | 13 | 15 | 39 | −24  |  |

Actualizado a los partidos jugados el 16 de abril de 2018.
 Fuente: 
Criterios de clasificación: 1) Puntos; 2) Diferencia de goles; 3) Goles marcados
|  | Clasificado a la final de campeonato y a la Copa Libertadores 2019. |

Resultados
| Local/Visitante         | AUC   | BAR   | DEL   | CUE   | NAC   | EME   | GCI   | IDV   | LDU   | MAC   | TEC   | CAT   |
| ----------------------- | ----- | ----- | ----- | ----- | ----- | ----- | ----- | ----- | ----- | ----- | ----- | ----- |
| Aucas                   |       | 1 - 1 | 0 - 0 | 4 - 0 | 3 - 0 | 2 - 0 | 1 - 1 | 3 - 1 | 0 - 0 | 0 - 1 | 1 - 1 | 0 - 1 |
| Barcelona               | 1 - 1 |       | 5 - 1 | 2 - 0 | 5 - 1 | 3 - 1 | 0 - 2 | 0 - 0 | 0 - 1 | 4 - 1 | 2 - 0 | 3 - 2 |
| Delfín                  | 1 - 1 | 0 - 1 |       | 4 - 2 | 1 - 3 | 3 - 1 | 1 - 0 | 2 - 1 | 2 - 1 | 1 - 1 | 3 - 1 | 5 - 2 |
| Dep. Cuenca             | 1 - 1 | 0 - 1 | 2 - 1 |       | 0 - 0 | 2 - 0 | 1 - 1 | 1 - 2 | 2 - 1 | 1 - 1 | 1 - 1 | 1 - 1 |
| El Nacional             | 1 - 2 | 2 - 2 | 0 - 3 | 1 - 0 |       | 1 - 2 | 3 - 1 | 1 - 2 | 2 - 1 | 1 - 2 | 3 - 2 | 0 - 0 |
| Emelec                  | 1 - 0 | 2 - 2 | 2 - 1 | 4 - 1 | 1 - 0 |       | 2 - 1 | 2 - 1 | 0 - 1 | 2 - 0 | 3 - 0 | 2 - 3 |
| Guayaquil City          | 2 - 2 | 0 - 1 | 0 - 1 | 1 - 0 | 2 - 1 | 0 - 3 |       | 0 - 1 | 0 - 0 | 0 - 2 | 0 - 0 | 1 - 1 |
| Independiente del Valle | 1 - 0 | 2 - 2 | 0 - 1 | 3 - 1 | 0 - 1 | 0 - 2 | 1 - 1 |       | 2 - 3 | 2 - 0 | 3 - 0 | 2 - 1 |
| Liga de Quito           | 1 - 1 | 2 - 1 | 3 - 0 | 0 - 2 | 1 - 0 | 1 - 1 | 2 - 1 | 2 - 1 |       | 2 - 1 | 4 - 0 | 2 - 1 |
| Macará                  | 1 - 1 | 0 - 1 | 2 - 1 | 1 - 1 | 2 - 0 | 2 - 2 | 2 - 0 | 1 - 3 | 0 - 1 |       | 1 - 1 | 1 - 2 |
| Técnico Universitario   | 0 - 1 | 0 - 1 | 3 - 2 | 0 - 1 | 2 - 2 | 1 - 1 | 1 - 0 | 2 - 1 | 0 - 1 | 0 - 2 |       | 0 - 2 |
| U. Católica             | 2 - 0 | 2 - 3 | 3 - 1 | 3 - 1 | 1 - 1 | 2 - 0 | 2 - 1 | 1 - 1 | 1 - 2 | 3 - 1 | 4 - 0 |       |

     Ganó equipo local
     Ganó equipo visitante
     Empate

#### Segunda Etapa
Clasificación
| Pos. | Equipo                  | Pts. | PJ | G  | E  | P  | GF | GC | Dif. |  |
| ---- | ----------------------- | ---- | -- | -- | -- | -- | -- | -- | ---- |  |
| 1    | Emelec                  | 41   | 22 | 12 | 5  | 5  | 35 | 17 | +18  |  |
| 2    | Macará                  | 38   | 22 | 10 | 8  | 4  | 31 | 24 | +7   |  |
| 3    | Liga de Quito           | 37   | 22 | 9  | 10 | 3  | 32 | 19 | +13  |  |
| 4    | Delfín                  | 36   | 22 | 9  | 9  | 4  | 34 | 22 | +12  |  |
| 5    | Barcelona               | 35   | 22 | 9  | 8  | 5  | 28 | 21 | +7   |  |
| 6    | Independiente del Valle | 33   | 22 | 9  | 6  | 7  | 31 | 24 | +7   |  |
| 7    | Aucas                   | 33   | 22 | 10 | 3  | 9  | 25 | 25 | 0    |  |
| 8    | Universidad Católica    | 27   | 22 | 8  | 3  | 11 | 29 | 32 | −3   |  |
| 9    | Técnico Universitario   | 27   | 22 | 8  | 3  | 11 | 33 | 38 | −5   |  |
| 10   | Deportivo Cuenca        | 23   | 22 | 6  | 5  | 11 | 23 | 31 | −8   |  |
| 11   | El Nacional             | 16   | 22 | 3  | 7  | 12 | 29 | 47 | −18  |  |
| 12   | Guayaquil City          | 14   | 22 | 3  | 5  | 14 | 19 | 49 | −30  |  |

Actualizado a los partidos jugados el 16 de abril de 2018.
 Fuente: 
Criterios de clasificación: 1) Puntos; 2) Diferencia de goles; 3) Goles marcados
|  | Clasificado a la final de campeonato y a la Copa Libertadores 2019. |

Resultados
| Local/Visitante         | AUC   | BAR   | DEL   | CUE   | NAC   | EME   | GCI   | IDV   | LDU   | MAC   | TEC   | CAT   |
| ----------------------- | ----- | ----- | ----- | ----- | ----- | ----- | ----- | ----- | ----- | ----- | ----- | ----- |
| Aucas                   |       | 0 - 0 | 2 - 0 | 1 - 3 | 3 - 2 | 0 - 1 | 1 - 0 | 1 - 1 | 1 - 3 | 2 - 1 | 3 - 0 | 0 - 1 |
| Barcelona               | 3 - 1 |       | 2 - 2 | 2 - 1 | 3 - 1 | 1 - 0 | 0 - 1 | 2 - 0 | 1 - 1 | 1 - 1 | 2 - 1 | 2 - 0 |
| Delfín                  | 1 - 0 | 1 - 0 |       | 3 - 0 | 5 - 1 | 2 - 1 | 3 - 0 | 1 - 1 | 2 - 0 | 0 - 0 | 1 - 1 | 1 - 2 |
| Dep. Cuenca             | 0 - 1 | 1 - 1 | 0 - 1 |       | 2 - 0 | 0 - 2 | 0 - 0 | 0 - 1 | 2 - 2 | 1 - 1 | 1 - 3 | 2 - 1 |
| El Nacional             | 1 - 2 | 0 - 0 | 3 - 3 | 3 - 1 |       | 1 - 1 | 1 - 1 | 1 - 1 | 2 - 2 | 1 - 2 | 1 - 2 | 1 - 3 |
| Emelec                  | 2 - 0 | 2 - 0 | 1 - 1 | 1 - 0 | 3 - 1 |       | 3 - 0 | 0 - 0 | 0 - 0 | 3 - 1 | 3 - 0 | 3 - 1 |
| Guayaquil City          | 0 - 2 | 3 - 4 | 0 - 2 | 1 - 1 | 1 - 0 | 1 - 4 |       | 1 - 2 | 1 - 4 | 1 - 1 | 2 - 3 | 2 - 1 |
| Independiente del Valle | 0 - 1 | 1 - 0 | 3 - 1 | 2 - 3 | 4 - 2 | 3 - 1 | 4 - 0 |       | 1 - 1 | 0 - 1 | 1 - 1 | 1 - 3 |
| Liga de Quito           | 1 - 1 | 0 - 0 | 0 - 0 | 1 - 0 | 4 - 0 | 2 - 1 | 4 - 1 | 1 - 0 |       | 0 - 0 | 1 - 1 | 1 - 0 |
| Macará                  | 2 - 1 | 1 - 0 | 1 - 1 | 2 - 1 | 2 - 2 | 1 - 1 | 6 - 1 | 2 - 1 | 3 - 2 |       | 0 - 3 | 1 - 2 |
| Técnico Universitario   | 3 - 0 | 1 - 2 | 2 - 1 | 1 - 2 | 1 - 3 | 1 - 2 | 3 - 2 | 0 - 2 | 2 - 1 | 0 - 1 |       | 4 - 5 |
| U. Católica             | 0 - 2 | 2 - 2 | 2 - 2 | 1 - 2 | 1 - 2 | 1 - 0 | 0 - 0 | 1 - 2 | 0 - 1 | 0 - 1 | 2 - 0 |       |

     Ganó equipo local
     Ganó equipo visitante
     Empate

#### Tabla acumulada
Clasificación
|  |  |     | Equipo                  | PJ | PG | PE | PP | GF | GC | DG  | PTS |
|  |  | --- | ----------------------- | -- | -- | -- | -- | -- | -- | --- | --- |
|  |  | 1.  | Liga de Quito           | 44 | 23 | 14 | 7  | 64 | 37 | +27 | 83  |
|  |  | 2.  | Barcelona               | 44 | 22 | 14 | 8  | 69 | 42 | +27 | 80  |
|  |  | 3.  | Emelec                  | 44 | 23 | 9  | 12 | 69 | 44 | +25 | 78  |
|  |  | 4.  | Delfín                  | 44 | 19 | 12 | 13 | 69 | 56 | +13 | 69  |
|  |  | 5.  | Universidad Católica    | 44 | 19 | 8  | 17 | 69 | 60 | +9  | 65  |
|  |  | 6.  | Macará                  | 44 | 17 | 14 | 13 | 56 | 53 | +3  | 65  |
|  |  | 7.  | Independiente del Valle | 44 | 18 | 10 | 16 | 61 | 51 | +10 | 64  |
|  |  | 8.  | Aucas                   | 44 | 16 | 14 | 14 | 50 | 43 | +7  | 62  |
|  |  | 9.  | Deportivo Cuenca        | 44 | 11 | 12 | 21 | 44 | 65 | -20 | 45  |
|  |  | 10. | Técnico Universitario   | 44 | 11 | 9  | 24 | 48 | 77 | -29 | 42  |
|  |  | 11. | El Nacional             | 44 | 9  | 12 | 23 | 53 | 82 | -29 | 39  |
|  |  | 12. | Guayaquil City          | 44 | 6  | 12 | 26 | 34 | 77 | -43 | 30  |

|  | Campeón o finalistas del torneo, clasifica a la Fase de grupos de Copa Libertadores 2019 como Ecuador 1. |
|  | Subcampeón, clasifica a la Fase de grupos de Copa Libertadores 2019 como Ecuador 2.                      |
|  | Clasifica a la Segunda Fase Clasificatoria de Copa Libertadores 2019 como Ecuador 3.                     |
|  | Clasifica a la Primera Fase Clasificatoria de Copa Libertadores 2019 como Ecuador 4.                     |
|  | Clasifica a la Primera Fase de Copa Sudamericana 2019 como Ecuador 1.                                    |
|  | Clasifica a la Primera Fase de Copa Sudamericana 2019 como Ecuador 2.                                    |
|  | Clasifica a la Primera Fase de Copa Sudamericana 2019 como Ecuador 3.                                    |
|  | Jugará el repechaje contra el campeón de la Serie B para la Copa Sudamericana 2019.                      |
|  | Descenderán a la Serie B 2019.                                                                           |

#### Final
| Equipo        | Método de clasificación     |
| ------------- | --------------------------- |
| Liga de Quito | Ganador de la Primera etapa |
| Emelec        | Ganador de la Segunda etapa |

Ida
| 12 de diciembre de 2018, 20:00 | Emelec     | 1:1 (1:0)                                     | Liga de Quito | Estadio Banco del Pacífico-Capwell, Guayaquil           |                                                         |
|                                | Angulo 45' | FEF Reporte Ecuagol Reporte Soccerway Reporte | A. Julio 59'  | Asistencia: 34 902 espectadores Árbitro(s): Carlos Orbe | Asistencia: 34 902 espectadores Árbitro(s): Carlos Orbe |

Vuelta
| 16 de diciembre de 2018, 12:00 | Liga de Quito | 1:0 (1:0)                                     | Emelec | Estadio Rodrigo Paz Delgado, Quito                      |                                                         |
|                                | A. Julio 9'   | FEF Reporte Ecuagol Reporte Soccerway Reporte |        | Asistencia: 42 000 espectadores Árbitro(s): Luis Quiroz | Asistencia: 42 000 espectadores Árbitro(s): Luis Quiroz |

- Liga de Quito ganó 2 - 1 en el marcador global.

|                                                           |
| Liga Deportiva Universitaria de Quito Campeón 11.° título |

### Serie B

#### Primera etapa
Clasificación
|  |     | Equipo             | PJ | PG | PE | PP | GF | GC | DG  | PTS |
|  | --- | ------------------ | -- | -- | -- | -- | -- | -- | --- | --- |
|  | 1.  | América de Quito   | 22 | 10 | 8  | 4  | 30 | 17 | +13 | 38  |
|  | 2.  | Olmedo             | 22 | 9  | 9  | 4  | 33 | 26 | +7  | 36  |
|  | 3.  | Fuerza Amarilla    | 22 | 9  | 8  | 5  | 21 | 20 | +1  | 35  |
|  | 4.  | Mushuc Runa        | 22 | 10 | 4  | 8  | 30 | 23 | +7  | 34  |
|  | 5.  | Santa Rita         | 22 | 9  | 7  | 6  | 25 | 27 | -2  | 34  |
|  | 6.  | Liga de Portoviejo | 22 | 9  | 6  | 7  | 27 | 27 | 0   | 33  |
|  | 7.  | Puerto Quito       | 22 | 7  | 9  | 6  | 29 | 27 | +2  | 30  |
|  | 8.  | Manta              | 22 | 7  | 6  | 9  | 28 | 29 | -1  | 27  |
|  | 9.  | Liga de Loja       | 22 | 5  | 9  | 8  | 14 | 18 | -4  | 23  |
|  | 10. | Clan Juvenil       | 22 | 6  | 5  | 11 | 20 | 29 | -9  | 23  |
|  | 11. | Gualaceo           | 22 | 5  | 7  | 10 | 14 | 19 | -5  | 22  |
|  | 12. | Orense             | 22 | 4  | 6  | 12 | 24 | 33 | -9  | 18  |

Pts = Puntos; PJ = Partidos jugados; G = Partidos ganados; E = Partidos empatados; P = Partidos perdidos; GF = Goles anotados; GC = Goles recibidos; Dif = Diferencia de gol

#### Segunda etapa
Clasificación
|  |     | Equipo             | PJ | PG | PE | PP | GF | GC | DG  | PTS |
|  | --- | ------------------ | -- | -- | -- | -- | -- | -- | --- | --- |
|  | 1.  | Mushuc Runa        | 22 | 13 | 7  | 2  | 36 | 16 | +20 | 46  |
|  | 2.  | Fuerza Amarilla    | 22 | 11 | 6  | 5  | 29 | 22 | +7  | 39  |
|  | 3.  | Liga de Portoviejo | 22 | 11 | 5  | 6  | 28 | 18 | +10 | 38  |
|  | 4.  | América de Quito   | 22 | 11 | 3  | 8  | 38 | 23 | +15 | 36  |
|  | 5.  | Olmedo             | 22 | 10 | 6  | 6  | 27 | 21 | +6  | 36  |
|  | 6.  | Manta              | 22 | 6  | 11 | 5  | 26 | 24 | +2  | 29  |
|  | 7.  | Puerto Quito       | 22 | 9  | 1  | 12 | 21 | 28 | -7  | 28  |
|  | 8.  | Orense             | 22 | 6  | 7  | 9  | 21 | 28 | -7  | 25  |
|  | 9.  | Liga de Loja       | 22 | 6  | 7  | 9  | 18 | 27 | -9  | 25  |
|  | 10. | Gualaceo           | 22 | 4  | 7  | 11 | 22 | 36 | -14 | 19  |
|  | 11. | Santa Rita         | 22 | 5  | 3  | 14 | 17 | 31 | -14 | 18  |
|  | 12. | Clan Juvenil       | 22 | 6  | 5  | 11 | 23 | 32 | -9  | 15  |

Pts = Puntos; PJ = Partidos jugados; G = Partidos ganados; E = Partidos empatados; P = Partidos perdidos; GF = Goles anotados; GC = Goles recibidos; Dif = Diferencia de gol

#### Tabla acumulada
Clasificación
|  |  |     | Equipo             | PJ | PG | PE | PP | GF | GC | DG  | PTS |
|  |  | --- | ------------------ | -- | -- | -- | -- | -- | -- | --- | --- |
|  |  | 1.  | Mushuc Runa        | 44 | 23 | 11 | 10 | 66 | 39 | +27 | 80  |
|  |  | 2.  | América de Quito   | 44 | 21 | 11 | 12 | 68 | 40 | +28 | 74  |
|  |  | 3.  | Fuerza Amarilla    | 44 | 20 | 14 | 10 | 50 | 42 | +8  | 74  |
|  |  | 4.  | Olmedo             | 44 | 19 | 15 | 10 | 60 | 47 | +13 | 72  |
|  |  | 5.  | Liga de Portoviejo | 44 | 20 | 11 | 13 | 55 | 46 | +9  | 71  |
|  |  | 6.  | Puerto Quito       | 44 | 16 | 10 | 18 | 50 | 55 | -5  | 58  |
|  |  | 7.  | Manta              | 44 | 13 | 17 | 14 | 54 | 53 | +1  | 56  |
|  |  | 8.  | Santa Rita         | 44 | 14 | 10 | 20 | 42 | 58 | -16 | 52  |
|  |  | 9.  | Liga de Loja       | 44 | 11 | 16 | 17 | 32 | 45 | -13 | 48  |
|  |  | 10. | Orense             | 44 | 10 | 13 | 21 | 45 | 61 | -16 | 43  |
|  |  | 11. | Gualaceo           | 44 | 9  | 14 | 21 | 36 | 55 | -19 | 41  |
|  |  | 12. | Clan Juvenil       | 44 | 12 | 10 | 22 | 44 | 61 | -17 | 38  |

|  | Campeón Anual asciende a la Serie A 2019 y clasifica al repechaje por la Copa Sudamericana 2019. |
|  | Subcampeón Anual asciende a la Serie A 2019.                                                     |
|  | Ascienden a la Serie A 2019.                                                                     |
|  | Descienden a la Segunda Categoría 2019.                                                          |

#### Clasificación a la Copa Sudamericana 2019
| Equipo      | Método de clasificación          |
| ----------- | -------------------------------- |
| Aucas       | 8.º puesto de la tabla acumulada |
| Mushuc Runa | Campeón de la Serie B 2018       |

Ida
| 11 de diciembre de 2018, 12:00 | Mushuc Runa | 1:0 (0:0)                                    | Aucas | Estadio Coop. Mushuc Runa, Ambato                     |                                                       |
|                                | Renato 88'  | FEF Reporte La Red Reporte Soccerway Reporte |       | Asistencia: 5000 espectadores Árbitro(s): Marlon Vera | Asistencia: 5000 espectadores Árbitro(s): Marlon Vera |

Vuelta
| 15 de diciembre de 2018, 12:00 | Aucas                   | 2:2 (0:1)                                    | Mushuc Runa               | Estadio Gonzalo Pozo Ripalda, Quito |                             |
|                                | Montaño 72' · Govea 86' | FEF Reporte La Red Reporte Soccerway Reporte | Estupiñán 42' · Rivas 70' | Árbitro(s): Vinicio Espinel         | Árbitro(s): Vinicio Espinel |

- Mushuc Runa ganó la serie por un global de 3 - 2.

| Mushuc Runa Sporting Club Clasificado a Copa Sudamericana 2019 (Ecuador 4) |

### Segunda Categoría

#### Torneos Provinciales

##### Azuay
Clasificación
| Pos. | Equipo                | Pts. | PJ | G  | E | P  | GF | GC | Dif. |  |
| ---- | --------------------- | ---- | -- | -- | - | -- | -- | -- | ---- |  |
| 1    | La Gloria             | 41   | 16 | 13 | 2 | 1  | 33 | 7  | +26  |  |
| 2    | Atenas F.C.           | 38   | 16 | 12 | 2 | 2  | 43 | 8  | +35  |  |
| 3    | Tecni Club            | 36   | 16 | 12 | 0 | 4  | 49 | 13 | +36  |  |
| 4    | Baldor Bermeo Cabrera | 29   | 16 | 9  | 2 | 5  | 39 | 12 | +27  |  |
| 5    | Estudiantes           | 24   | 15 | 7  | 3 | 5  | 19 | 19 | 0    |  |
| 6    | Estrella Roja         | 13   | 16 | 4  | 1 | 11 | 14 | 34 | −20  |  |
| 7    | Cruz del Vado         | 9    | 16 | 4  | 0 | 12 | 20 | 43 | −23  |  |
| 8    | Santa Isabel F.C.     | 9    | 15 | 3  | 0 | 12 | 14 | 47 | −33  |  |
| 9    | El Cuartel            | 3    | 16 | 2  | 0 | 14 | 14 | 62 | −48  |  |

Actualizado a los partidos jugados el 13 de julio de 2018.
 Fuente: Twitter: @AFAZUAY
Criterios de clasificación: 1) Puntos; 2) Diferencia de goles; 3) Goles marcados
|  | Campeón y clasificado a los zonales de Segunda Categoría 2018.     |
|  | Vicecampeón y clasificado a los zonales de Segunda Categoría 2018. |

##### Bolívar
Clasificación
| Pos. | Equipo              | Pts. | PJ | G  | E | P  | GF | GC | Dif. |  |
| ---- | ------------------- | ---- | -- | -- | - | -- | -- | -- | ---- |  |
| 1    | Mineros S.C.        | 33   | 12 | 11 | 0 | 1  | 58 | 6  | +52  |  |
| 2    | Primero de Mayo     | 30   | 12 | 10 | 0 | 2  | 53 | 15 | +38  |  |
| 3    | Unibolívar          | 24   | 12 | 8  | 0 | 4  | 42 | 19 | +23  |  |
| 4    | Deportivo Echeandía | 19   | 12 | 6  | 1 | 5  | 25 | 41 | −16  |  |
| 5    | Ñucanchik Pura      | 13   | 12 | 4  | 1 | 7  | 17 | 54 | −37  |  |
| 6    | Maldonado F.C.      | 0    | 10 | 0  | 0 | 10 | 0  | 30 | −30  |  |
| 7    | Nueva Generación    | 0    | 10 | 0  | 0 | 10 | 0  | 30 | −30  |  |

Actualizado a los partidos jugados el 14 de julio de 2018.
 Fuente: @MinerosClub FEF
Criterios de clasificación: 1) Puntos; 2) Diferencia de goles; 3) Goles marcados
|  | Campeón y clasificado a los zonales de Segunda Categoría 2018.     |
|  | Vicecampeón y clasificado a los zonales de Segunda Categoría 2018. |
|  | Retirado del torneo                                                |

##### Carchi
Clasificación

##### Chimborazo
Clasificación
| Pos. | Equipo                  | Pts. | PJ | G | E | P | GF | GC | Dif. |  |
| ---- | ----------------------- | ---- | -- | - | - | - | -- | -- | ---- |  |
| 1    | Alianza                 | 24   | 10 | 7 | 3 | 0 | 24 | 0  | +24  |  |
| 2    | Deportivo Guano         | 21   | 10 | 6 | 3 | 1 | 25 | 5  | +20  |  |
| 3    | Star Club               | 17   | 10 | 5 | 2 | 3 | 14 | 13 | +1   |  |
| 4    | Independiente San Pedro | 11   | 10 | 3 | 2 | 5 | 10 | 11 | −1   |  |
| 5    | Darwin                  | 7    | 10 | 2 | 1 | 7 | 7  | 23 | −16  |  |
| 6    | Estudiantes de La Plata | 4    | 10 | 1 | 1 | 8 | 5  | 33 | −28  |  |

Actualizado a los partidos jugados el 15 de julio de 2018.
 Fuente: FEF
Criterios de clasificación: 1) Puntos; 2) Diferencia de goles; 3) Goles marcados
|  | Campeón y clasificado a los zonales de Segunda Categoría 2018.     |
|  | Vicecampeón y clasificado a los zonales de Segunda Categoría 2018. |

##### Cotopaxi
Clasificación
| Pos. | Equipo           | Pts. | PJ | G | E | P | GF | GC | Dif. |  |
| ---- | ---------------- | ---- | -- | - | - | - | -- | -- | ---- |  |
| 1    | Alianza Cotopaxi | 15   | 6  | 5 | 0 | 1 | 18 | 6  | +12  |  |
| 2    | La Unión         | 12   | 6  | 4 | 0 | 2 | 21 | 5  | +16  |  |
| 3    | U.T. de Cotopaxi | 6    | 6  | 2 | 0 | 4 | 15 | 12 | +3   |  |
| 4    | Panamericana     | 3    | 6  | 1 | 0 | 5 | 3  | 34 | −31  |  |

Actualizado a los partidos jugados el 14 de julio de 2018.
 Fuente: FEF
Criterios de clasificación: 1) Puntos; 2) Diferencia de goles; 3) Goles marcados
|  | Campeón y clasificado a los zonales de Segunda Categoría 2018.     |
|  | Vicecampeón y clasificado a los zonales de Segunda Categoría 2018. |

##### El Oro
Clasificación
| Pos. | Equipo              | Pts. | PJ | G | E | P | GF | GC | Dif. |  |
| ---- | ------------------- | ---- | -- | - | - | - | -- | -- | ---- |  |
| 1    | Audaz Octubrino     | 14   | 6  | 4 | 2 | 0 | 16 | 7  | +9   |  |
| 2    | Cantera del Jubones | 13   | 6  | 4 | 1 | 1 | 6  | 4  | +2   |  |
| 3    | Parma F.C.          | 7    | 6  | 2 | 1 | 3 | 7  | 9  | −2   |  |
| 4    | Huaquillas F.C.     | 0    | 6  | 0 | 0 | 6 | 4  | 13 | −9   |  |

Actualizado a los partidos jugados el 30 de junio de 2018.
 Fuente: 
Criterios de clasificación: 1) Puntos; 2) Diferencia de goles; 3) Goles marcados
|  | Campeón y clasificado a los zonales de Segunda Categoría 2018.     |
|  | Vicecampeón y clasificado a los zonales de Segunda Categoría 2018. |

##### Esmeraldas
Clasificación
| Pos. | Equipo                   | Pts. | PJ | G | E | P | GF | GC | Dif. |  |
| ---- | ------------------------ | ---- | -- | - | - | - | -- | -- | ---- |  |
| 1    | Brasilia                 | 22   | 10 | 6 | 4 | 0 | 16 | 3  | +13  |  |
| 2    | Rocafuerte S.C.          | 20   | 10 | 5 | 5 | 0 | 19 | 10 | +9   |  |
| 3    | Atlético Quinindé        | 19   | 10 | 5 | 4 | 1 | 19 | 10 | +9   |  |
| 4    | 5 de Agosto              | 12   | 10 | 3 | 3 | 4 | 10 | 16 | −6   |  |
| 5    | Esmeraldas S.C.          | 5    | 10 | 1 | 2 | 7 | 4  | 13 | −9   |  |
| 6    | Centro Juvenil Deportivo | 2    | 10 | 0 | 2 | 8 | 7  | 23 | −16  |  |

Actualizado a los partidos jugados el 14 de julio de 2018.
 Fuente: Diario La Hora
Criterios de clasificación: 1) Puntos; 2) Diferencia de goles; 3) Goles marcados
|  | Campeón y clasificado a los zonales de Segunda Categoría 2018.     |
|  | Vicecampeón y clasificado a los zonales de Segunda Categoría 2018. |

##### Guayas
Clasificación
| Pos. | Equipo          | Pts. | PJ | G | E | P | GF | GC | Dif. |  |
| ---- | --------------- | ---- | -- | - | - | - | -- | -- | ---- |  |
| 1    | Toreros F.C.    | 13   | 6  | 4 | 1 | 1 | 13 | 4  | +9   |  |
| 2    | Guayaquil Sport | 13   | 6  | 4 | 1 | 1 | 12 | 6  | +6   |  |
| 3    | Rocafuerte F.C. | 9    | 6  | 3 | 0 | 3 | 10 | 5  | +5   |  |
| 4    | C.S. Patria     | 0    | 6  | 0 | 0 | 6 | 5  | 25 | −20  |  |

Actualizado a los partidos jugados el 14 de julio de 2018.
 Fuente: @AsoGuayas
Criterios de clasificación: 1) Puntos; 2) Diferencia de goles; 3) Goles marcados
|  | Campeón y clasificado a los zonales de Segunda Categoría 2018.     |
|  | Vicecampeón y clasificado a los zonales de Segunda Categoría 2018. |

##### Imbabura
Clasificación
| Pos. | Equipo                   | Pts. | PJ | G | E | P  | GF | GC | Dif. |  |
| ---- | ------------------------ | ---- | -- | - | - | -- | -- | -- | ---- |  |
| 1    | Imbabura S.C.            | 30   | 12 | 9 | 3 | 0  | 28 | 7  | +21  |  |
| 2    | Leones del Norte         | 28   | 12 | 9 | 1 | 2  | 44 | 7  | +37  |  |
| 3    | Atlético Valle del Chota | 24   | 12 | 7 | 3 | 2  | 20 | 6  | +14  |  |
| 4    | San Antonio F.C.         | 14   | 12 | 4 | 2 | 6  | 11 | 24 | −13  |  |
| 5    | Deportivo Ibarra         | 11   | 12 | 3 | 2 | 7  | 9  | 35 | −26  |  |
| 6    | La Cantera               | 10   | 12 | 3 | 1 | 8  | 15 | 27 | −12  |  |
| 7    | Chivos F.C.              | 3    | 12 | 1 | 0 | 11 | 9  | 30 | −21  |  |

Actualizado a los partidos jugados el 15 de julio de 2018.
 Fuente: Twitter: @DavidRosasV @diegox_carvajal @publitvecu
Criterios de clasificación: 1) Puntos; 2) Diferencia de goles; 3) Goles marcados
|  | Campeón y clasificado a los zonales de Segunda Categoría 2018.     |
|  | Vicecampeón y clasificado a los zonales de Segunda Categoría 2018. |

##### Loja
Clasificación
| Pos. | Equipo                  | Pts. | PJ | G  | E | P  | GF | GC | Dif. |  |
| ---- | ----------------------- | ---- | -- | -- | - | -- | -- | -- | ---- |  |
| 1    | Valle Catamayo          | 30   | 12 | 10 | 0 | 2  | 47 | 13 | +34  |  |
| 2    | Sport Villarreal        | 27   | 12 | 9  | 0 | 3  | 39 | 19 | +20  |  |
| 3    | Ciudad de Yantzaza      | 20   | 12 | 6  | 2 | 4  | 41 | 14 | +27  |  |
| 4    | Deportivo Chinchipe     | 19   | 12 | 6  | 1 | 5  | 24 | 18 | +6   |  |
| 5    | Loja Federal            | 18   | 12 | 6  | 0 | 6  | 36 | 32 | +4   |  |
| 6    | Independiente de Pindal | 9    | 12 | 2  | 3 | 7  | 17 | 28 | −11  |  |
| 7    | Sportivo Loja           | 0    | 12 | 0  | 0 | 12 | 5  | 85 | −80  |  |

Actualizado a los partidos jugados el 15 de julio de 2018.
 Fuente: @joslui13
Criterios de clasificación: 1) Puntos; 2) Diferencia de goles; 3) Goles marcados
|  | Campeón y clasificado a los zonales de Segunda Categoría 2018.     |
|  | Vicecampeón y clasificado a los zonales de Segunda Categoría 2018. |

##### Los Ríos
Clasificación
| Pos. | Equipo            | Pts. | PJ | G | E | P | GF | GC | Dif. |  |
| ---- | ----------------- | ---- | -- | - | - | - | -- | -- | ---- |  |
| 1    | F.C. Insutec      | 20   | 10 | 6 | 2 | 2 | 15 | 7  | +8   |  |
| 2    | Deportivo Quevedo | 17   | 10 | 5 | 2 | 3 | 14 | 10 | +4   |  |
| 3    | Venecia           | 16   | 10 | 4 | 4 | 2 | 9  | 6  | +3   |  |
| 4    | Fiorentina        | 15   | 10 | 4 | 3 | 3 | 13 | 11 | +2   |  |
| 5    | Patria            | 11   | 10 | 3 | 2 | 5 | 11 | 20 | −9   |  |
| 6    | Nápoli            | 4    | 10 | 1 | 1 | 8 | 5  | 13 | −8   |  |

Actualizado a los partidos jugados el 14 de julio de 2018.
 Fuente: asofutboldelosrios.org
Criterios de clasificación: 1) Puntos; 2) Diferencia de goles; 3) Goles marcados
|  | Campeón y clasificado a los zonales de Segunda Categoría 2018.     |
|  | Vicecampeón y clasificado a los zonales de Segunda Categoría 2018. |

##### Manabí
Clasificación
| Pos. | Equipo              | Pts. | PJ | G | E | P | GF | GC | Dif. |  |
| ---- | ------------------- | ---- | -- | - | - | - | -- | -- | ---- |  |
| 1    | Atlético Portoviejo | 10   | 4  | 3 | 1 | 0 | 6  | 3  | +3   |  |
| 2    | La Paz              | 4    | 4  | 1 | 1 | 2 | 5  | 3  | +2   |  |
| 3    | Malecón             | 3    | 4  | 1 | 0 | 3 | 3  | 8  | −5   |  |

Actualizado a los partidos jugados el 15 de julio de 2018.
 Fuente: 
Criterios de clasificación: 1) Puntos; 2) Diferencia de goles; 3) Goles marcados
|  | Campeón y clasificado a los zonales de Segunda Categoría 2018.     |
|  | Vicecampeón y clasificado a los zonales de Segunda Categoría 2018. |

##### Morona Santiago
Clasificación
|  |    | Equipo           | PJ | PG | PE | PP | GF | GC | DG  | PTS |
|  | -- | ---------------- | -- | -- | -- | -- | -- | -- | --- | --- |
|  | 1. | Deportivo Morona | 8  | 5  | 1  | 2  | 19 | 9  | +10 | 16  |
|  | 2. | L.D.J. (Macas)   | 8  | 4  | 1  | 3  | 25 | 18 | +7  | 13  |
|  | 3. | Municipal Sucúa  | 8  | 2  | 0  | 6  | 12 | 29 | -17 | 6   |

|  | Campeón, clasifica a los zonales de Segunda Categoría 2018. |

##### Orellana
Clasificación
|  |    | Equipo                | PJ | PG | PE | PP | GF | GC | DG  | PTS |
|  | -- | --------------------- | -- | -- | -- | -- | -- | -- | --- | --- |
|  | 1. | Anaconda F.C.         | 12 | 11 | 1  | 0  | 68 | 1  | +67 | 37  |
|  | 2. | Deportivo Coca        | 12 | 4  | 1  | 7  | 53 | 18 | +35 | 13  |
|  | 3. | Deportivo Palma       | 12 | 4  | 1  | 7  | 10 | 70 | -60 | 13  |
|  | 4. | Estrellas de Orellana | 12 | 3  | 1  | 8  | 16 | 58 | -42 | 10  |

|  | Campeón, clasifica a los zonales de Segunda Categoría 2018. |

##### Pichincha
Clasificación
| Pos. | Equipo            | Pts. | PJ | G  | E | P  | GF | GC | Dif. |  |
| ---- | ----------------- | ---- | -- | -- | - | -- | -- | -- | ---- |  |
| 1    | Espoli            | 32   | 16 | 10 | 2 | 4  | 30 | 14 | +16  |  |
| 2    | Cumbayá F.C.      | 29   | 16 | 8  | 5 | 3  | 26 | 15 | +11  |  |
| 3    | J.I. de Tabacundo | 26   | 16 | 7  | 5 | 4  | 32 | 22 | +10  |  |
| 4    | Cuniburo F.C.     | 21   | 16 | 6  | 3 | 7  | 27 | 28 | −1   |  |
| 5    | S.D. Rayo         | 20   | 16 | 6  | 2 | 8  | 24 | 29 | −5   |  |
| 6    | Rumiñahui         | 17   | 16 | 5  | 2 | 9  | 22 | 27 | −5   |  |
| 7    | U.S.F.Q.          | 15   | 16 | 4  | 3 | 9  | 26 | 28 | −2   |  |
| 8    | Deportivo Quito   | 12   | 16 | 11 | 3 | 2  | 39 | 20 | +19  |  |
| 9    | Galácticos F.C.   | 7    | 16 | 2  | 1 | 13 | 7  | 50 | −43  |  |

Actualizado a los partidos jugados el 15 de julio de 2018.
 Fuente: afnapichincha.org
Criterios de clasificación: 1) Puntos; 2) Diferencia de goles; 3) Goles marcados
|  | Campeón y clasificado a los zonales de Segunda Categoría 2018.     |
|  | Vicecampeón y clasificado a los zonales de Segunda Categoría 2018. |

##### Santa Elena
Clasificación
|  |    | Equipo              | PJ | PG | PE | PP | GF | GC | DG  | PTS |
|  | -- | ------------------- | -- | -- | -- | -- | -- | -- | --- | --- |
|  | 1. | Duros del Balón     | 7  | 7  | 0  | 0  | 23 | 4  | +19 | 21  |
|  | 2. | Carlos Borbor Reyes | 7  | 5  | 0  | 2  | 10 | 6  | +6  | 15  |
|  | 3. | Dreamers FC         | 7  | 1  | 1  | 5  | 7  | 16 | -9  | 4   |
|  | 4. | Sport Bilbao        | 7  | 0  | 1  | 6  | 1  | 19 | -18 | 1   |

|  | Campeón y clasificado a los zonales de Segunda Categoría 2018. |

##### Santo Domingo de los Tsáchilas
Clasificación
| Pos. | Equipo                  | Pts. | PJ | G  | E | P  | GF | GC | Dif. |  |
| ---- | ----------------------- | ---- | -- | -- | - | -- | -- | -- | ---- |  |
| 1    | Águilas                 | 42   | 14 | 14 | 0 | 0  | 55 | 11 | +44  |  |
| 2    | Colorados S.C.          | 29   | 14 | 9  | 2 | 3  | 31 | 13 | +18  |  |
| 3    | San Rafael              | 28   | 14 | 8  | 4 | 2  | 36 | 12 | +24  |  |
| 4    | Deportivo Santo Domingo | 23   | 14 | 7  | 2 | 5  | 34 | 21 | +13  |  |
| 5    | Talleres                | 17   | 14 | 5  | 2 | 7  | 24 | 30 | −6   |  |
| 6    | Japan Auto              | 14   | 14 | 4  | 2 | 8  | 20 | 27 | −7   |  |
| 7    | Nacional                | 6    | 14 | 2  | 0 | 12 | 9  | 42 | −33  |  |
| 8    | Ramos y Ramos           | 3    | 14 | 1  | 0 | 13 | 12 | 65 | −53  |  |

Actualizado a los partidos jugados el 15 de julio de 2018.
 Fuente: Twitter: @FutbolTsachila FEF
Criterios de clasificación: 1) Puntos; 2) Diferencia de goles; 3) Goles marcados
|  | Campeón y clasificado a los zonales de Segunda Categoría 2018.     |
|  | Vicecampeón y clasificado a los zonales de Segunda Categoría 2018. |

##### Sucumbíos
Clasificación
|  |    | Equipo             | PJ | PG | PE | PP | GF | GC | DG  | PTS |
|  | -- | ------------------ | -- | -- | -- | -- | -- | -- | --- | --- |
|  | 1. | Chicos Malos       | 12 | 9  | 1  | 2  | 43 | 10 | +33 | 28  |
|  | 2. | Deportivo Oriental | 12 | 9  | 1  | 2  | 38 | 14 | +24 | 28  |
|  | 3. | Caribe Junior      | 12 | 5  | 0  | 7  | 19 | 22 | -3  | 15  |
|  | 4. | Consejo Provincial | 12 | 0  | 0  | 12 | 3  | 57 | -54 | 0   |

|  | Campeón y clasificado a los zonales de Segunda Categoría 2018. |

##### Tungurahua
Clasificación
| Pos. | Equipo                | Pts. | PJ | G | E | P | GF | GC | Dif. |  |
| ---- | --------------------- | ---- | -- | - | - | - | -- | -- | ---- |  |
| 1    | América de Ambato     | 23   | 10 | 7 | 2 | 1 | 23 | 10 | +13  |  |
| 2    | Chacaritas F.C.       | 21   | 10 | 6 | 3 | 1 | 28 | 9  | +19  |  |
| 3    | América de Santa Rosa | 16   | 10 | 4 | 4 | 2 | 40 | 11 | +29  |  |
| 4    | Baños Ciudad de Fuego | 12   | 10 | 3 | 3 | 4 | 21 | 20 | +1   |  |
| 5    | Pelileo S.C.          | 10   | 10 | 3 | 1 | 6 | 15 | 27 | −12  |  |
| 6    | El Globo              | 1    | 10 | 0 | 1 | 9 | 4  | 54 | −50  |  |

Actualizado a los partidos jugados el 13 de julio de 2018.
 Fuente: Twitter:@LAFloV @calocho_p FEF
Criterios de clasificación: 1) Puntos; 2) Diferencia de goles; 3) Goles marcados
|  | Campeón y clasificado a los zonales de Segunda Categoría 2018.     |
|  | Vicecampeón y clasificado a los zonales de Segunda Categoría 2018. |

#### Fase Regional (Zonales)
– Clasificado para los Cuadrangulares semifinales.
     – Perdió la categoría.

##### Zona 1
|  |    | Equipo              | PJ | PG | PE | PP | GF | GC | DG | PTS |
|  | -- | ------------------- | -- | -- | -- | -- | -- | -- | -- | --- |
|  | 1° | Atlético Portoviejo | 6  | 3  | 2  | 1  | 9  | 6  | +3 | 11  |
|  | 2° | Deportivo Quevedo   | 6  | 3  | 2  | 1  | 7  | 5  | +2 | 11  |
|  | 3° | Águilas             | 6  | 2  | 2  | 2  | 8  | 8  | 0  | 7   |
|  | 4° | Rocafuerte S.C.     | 6  | 0  | 2  | 4  | 5  | 10 | -5 | 2   |

##### Zona 2
|  |    | Equipo          | PJ | PG | PE | PP | GF | GC | DG  | PTS |
|  | -- | --------------- | -- | -- | -- | -- | -- | -- | --- | --- |
|  | 1° | Duros del Balón | 8  | 4  | 2  | 2  | 15 | 6  | +9  | 14  |
|  | 2° | Brasilia        | 8  | 3  | 5  | 0  | 12 | 4  | +8  | 14  |
|  | 3° | La Paz          | 8  | 4  | 2  | 2  | 10 | 8  | +2  | 14  |
|  | 4° | F.C. Insutec    | 8  | 2  | 2  | 4  | 11 | 13 | -2  | 8   |
|  | 5° | Colorados S.C.  | 8  | 1  | 1  | 6  | 6  | 23 | -17 | 0   |

##### Zona 3
|  |    | Equipo        | PJ | PG | PE | PP | GF | GC | DG  | PTS |
|  | -- | ------------- | -- | -- | -- | -- | -- | -- | --- | --- |
|  | 1° | Espoli        | 8  | 6  | 1  | 1  | 23 | 5  | +18 | 19  |
|  | 2° | Imbabura S.C. | 8  | 5  | 2  | 1  | 24 | 6  | +18 | 17  |
|  | 3° | La Unión      | 8  | 4  | 1  | 3  | 26 | 7  | +19 | 13  |
|  | 4° | Dunamis       | 8  | 3  | 0  | 5  | 8  | 18 | -10 | 5   |
|  | 5° | Chicos Malos  | 8  | 0  | 0  | 8  | 5  | 50 | -45 | -4  |

##### Zona 4
|  |    | Equipo           | PJ | PG | PE | PP | GF | GC | DG | PTS |
|  | -- | ---------------- | -- | -- | -- | -- | -- | -- | -- | --- |
|  | 1° | Alianza Cotopaxi | 6  | 3  | 2  | 1  | 9  | 6  | +3 | 11  |
|  | 2° | Cumbayá F.C.     | 6  | 1  | 4  | 1  | 6  | 6  | 0  | 7   |
|  | 3° | Anaconda F.C.    | 6  | 0  | 5  | 1  | 4  | 5  | -1 | 5   |
|  | 4° | Leones del Norte | 6  | 1  | 3  | 2  | 5  | 7  | -2 | 5   |

##### Zona 5
|  |    | Equipo          | PJ | PG | PE | PP | GF | GC | DG | PTS |
|  | -- | --------------- | -- | -- | -- | -- | -- | -- | -- | --- |
|  | 1° | Alianza         | 6  | 5  | 0  | 1  | 11 | 4  | +7 | 15  |
|  | 2° | Mineros S.C.    | 6  | 2  | 1  | 3  | 8  | 6  | +2 | 7   |
|  | 3° | Azogues S.C.    | 6  | 1  | 2  | 3  | 6  | 10 | -4 | 5   |
|  | 4° | Chacaritas F.C. | 6  | 1  | 3  | 2  | 6  | 11 | -5 | 5   |

##### Zona 6
|  |    | Equipo           | PJ | PG | PE | PP | GF | GC | DG  | PTS |
|  | -- | ---------------- | -- | -- | -- | -- | -- | -- | --- | --- |
|  | 1° | San Francisco    | 8  | 7  | 1  | 0  | 19 | 4  | +15 | 22  |
|  | 2° | Deportivo Guano  | 8  | 5  | 1  | 2  | 18 | 8  | +10 | 16  |
|  | 3° | América S.C.     | 8  | 3  | 2  | 3  | 9  | 11 | -2  | 10  |
|  | 4° | Primero de Mayo  | 8  | 2  | 2  | 4  | 8  | 11 | -3  | 8   |
|  | 5° | Deportivo Morona | 8  | 0  | 0  | 8  | 10 | 30 | -20 | -4  |

##### Zona 7
|  |    | Equipo          | PJ | PG | PE | PP | GF | GC | DG  | PTS |
|  | -- | --------------- | -- | -- | -- | -- | -- | -- | --- | --- |
|  | 1° | Guayaquil Sport | 6  | 5  | 1  | 0  | 20 | 3  | +17 | 16  |
|  | 2° | Audaz Octubrino | 6  | 2  | 1  | 3  | 10 | 7  | +3  | 7   |
|  | 3° | Atenas F.C.     | 6  | 1  | 3  | 2  | 11 | 10 | +1  | 6   |
|  | 4° | Valle Catamayo  | 6  | 1  | 1  | 4  | 6  | 27 | -21 | 0   |

##### Zona 8
|  |    | Equipo              | PJ | PG | PE | PP | GF | GC | DG  | PTS |
|  | -- | ------------------- | -- | -- | -- | -- | -- | -- | --- | --- |
|  | 1° | Toreros F.C.        | 6  | 2  | 4  | 0  | 16 | 4  | +12 | 10  |
|  | 2° | Cantera del Jubones | 6  | 3  | 2  | 1  | 13 | 5  | +8  | 10  |
|  | 3° | La Gloria           | 6  | 2  | 3  | 1  | 7  | 4  | +3  | 9   |
|  | 4° | Sport Villarreal    | 6  | 0  | 1  | 5  | 1  | 24 | -23 | -3  |

#### Fase nacional (Cuadrangulares semifinales)
– Clasificado para el Cuadrangular final.

##### Grupo A
|  |    | Equipo            | PJ | PG | PE | PP | GF | GC | DG | PTS |
|  | -- | ----------------- | -- | -- | -- | -- | -- | -- | -- | --- |
|  | 1° | Deportivo Quevedo | 6  | 4  | 2  | 0  | 9  | 4  | +5 | 14  |
|  | 2° | Toreros F.C.      | 6  | 2  | 1  | 3  | 6  | 7  | -1 | 7   |
|  | 3° | Cumbayá F.C.      | 6  | 2  | 1  | 3  | 7  | 12 | -5 | 7   |
|  | 4° | San Francisco     | 6  | 2  | 0  | 4  | 14 | 13 | +1 | 6   |

##### Grupo B
|  |    | Equipo              | PJ | PG | PE | PP | GF | GC | DG  | PTS |
|  | -- | ------------------- | -- | -- | -- | -- | -- | -- | --- | --- |
|  | 1° | Alianza Cotopaxi    | 6  | 4  | 1  | 1  | 16 | 7  | +9  | 13  |
|  | 2° | Guayaquil Sport     | 6  | 4  | 0  | 2  | 12 | 5  | +7  | 12  |
|  | 3° | Deportivo Guano     | 6  | 2  | 1  | 3  | 9  | 12 | -3  | 7   |
|  | 4° | Cantera del Jubones | 6  | 1  | 0  | 5  | 6  | 19 | -13 | 3   |

##### Grupo C
|  |    | Equipo              | PJ | PG | PE | PP | GF | GC | DG | PTS |
|  | -- | ------------------- | -- | -- | -- | -- | -- | -- | -- | --- |
|  | 1° | Atlético Portoviejo | 6  | 4  | 0  | 2  | 10 | 6  | +4 | 12  |
|  | 2° | Brasilia            | 6  | 3  | 1  | 2  | 7  | 7  | 0  | 10  |
|  | 3° | Espoli              | 6  | 2  | 1  | 3  | 9  | 7  | +2 | 7   |
|  | 4° | Mineros S.C.        | 6  | 2  | 0  | 4  | 3  | 9  | -6 | 5   |

##### Grupo D
|  |    | Equipo          | PJ | PG | PE | PP | GF | GC | DG | PTS |
|  | -- | --------------- | -- | -- | -- | -- | -- | -- | -- | --- |
|  | 1° | Duros del Balón | 6  | 3  | 2  | 1  | 6  | 1  | +5 | 11  |
|  | 2° | Alianza         | 6  | 3  | 2  | 1  | 8  | 5  | +3 | 11  |
|  | 3° | Audaz Octubrino | 6  | 2  | 1  | 3  | 5  | 6  | -1 | 7   |
|  | 4° | Imbabura S.C.   | 6  | 1  | 1  | 4  | 5  | 12 | -7 | 4   |

#### Fase final (Cuadrangular final)
Clasificación
|  |  |    | Equipo              | PJ | PG | PE | PP | GF | GC | DG  | PTS |
|  |  | -- | ------------------- | -- | -- | -- | -- | -- | -- | --- | --- |
|  |  | 1° | Alianza Cotopaxi    | 6  | 4  | 1  | 1  | 13 | 4  | +9  | 13  |
|  |  | 2° | Duros del Balón     | 6  | 2  | 2  | 2  | 9  | 7  | +2  | 8   |
|  |  | 3° | Atlético Portoviejo | 6  | 2  | 2  | 2  | 3  | 4  | -1  | 8   |
|  |  | 4° | Deportivo Quevedo   | 6  | 0  | 3  | 3  | 5  | 15 | -10 | 3   |

|  | Campeón ascendido a la Serie B 2019.     |
|  | Vicecampeón ascendido a la Serie B 2019. |

## Ascensos y descensos
| Categorías                | Equipos descendidos        | Equipos ascendidos               |
| ------------------------- | -------------------------- | -------------------------------- |
| Serie A Serie B           | El Nacional Guayaquil City | Mushuc Runa América de Quito     |
| Serie B Segunda Categoría | Gualaceo Clan Juvenil      | Alianza Cotopaxi Duros del Balón |

## Torneos internacionales
Véase además Anexo:Clubes ecuatorianos en torneos internacionales

### Copa Libertadores
|  |    | Equipo                  | Fase final               | PTS | PJ | PG | PE | PP | GF | GC | DG |
|  | -- | ----------------------- | ------------------------ | --- | -- | -- | -- | -- | -- | -- | -- |
|  | 1° | Delfín S.C.             | Fase de grupos (Grupo B) | 7   | 6  | 2  | 1  | 3  | 4  | 7  | -3 |
|  | 2° | Independiente del Valle | Fase 2                   | 2   | 2  | 0  | 2  | 0  | 3  | 3  | 0  |
|  | 3° | Macará                  | Fase 1                   | 2   | 2  | 0  | 2  | 0  | 1  | 1  | 0  |
|  | 4° | C.S. Emelec             | Fase de grupos (Grupo D) | 1   | 6  | 0  | 1  | 5  | 3  | 11 | -8 |

### Copa Sudamericana
|  |    | Equipo           | Fase final       | PTS | PJ | PG | PE | PP | GF | GC | DG |
|  | -- | ---------------- | ---------------- | --- | -- | -- | -- | -- | -- | -- | -- |
|  | 1° | Liga de Quito    | Octavos de final | 9   | 6  | 3  | 0  | 3  | 8  | 7  | 1  |
|  | 2° | El Nacional      | Segunda fase     | 7   | 4  | 2  | 1  | 1  | 5  | 5  | 0  |
|  | 3° | Deportivo Cuenca | Octavos de final | 5   | 6  | 1  | 2  | 3  | 6  | 10 | -4 |
|  | 4° | Barcelona S.C.   | Primera fase     | 1   | 2  | 0  | 1  | 1  | 1  | 2  | -1 |

## Selección nacional masculina

### Mayores

#### Partidos de la Selección mayor en 2018
| Fecha            | Lugar                                             | Rival     | Marcador | Competencia | Goles de Ecuador                              |
| ---------------- | ------------------------------------------------- | --------- | -------- | ----------- | --------------------------------------------- |
| 7 de septiembre  | Red Bull Arena Nueva Jersey, Estados Unidos       | Jamaica   | 2 : 0    | Amistoso    | Enner Valencia 17' (pen.) · Renato Ibarra 49' |
| 11 de septiembre | Toyota Park Bridgeview, Estados Unidos            | Guatemala | 2 : 0    | Amistoso    | Enner Valencia 82' · Romario Ibarra 84'       |
| 12 de octubre    | Estadio Jassim bin Hamad Doha, Catar              | Catar     | 3 : 4    | Amistoso    | Enner Valencia 66', 71' · José Cevallos 89'   |
| 16 de octubre    | Estadio Abdullah bin Khalifa Doha, Catar          | Omán      | 0 : 0    | Amistoso    | - - - -                                       |
| 15 de noviembre  | Estadio Nacional Lima, Perú                       | Perú      | 2 : 0    | Amistoso    | Antonio Valencia 47' · Enner Valencia 74'     |
| 20 de noviembre  | Estadio Rommel Fernández Ciudad de Panamá, Panamá | Panamá    | 2 : 1    | Amistoso    | Jhon Cifuente 57' · Enner Valencia 88'        |